# Agnès de Wettin
Agnès de Rochlitz, née en 1152 et décédée le 25 mars 1195 à Diessen, est une princesse de la maison de Wettin, fille du margrave Dedo III de Lusace. Épouse du comte Berthold IV d'Andechs, duc de Méranie, elle est la mère de trois reines européennes.

## Biographie
Agnès est la seule fille du comte Dedo III de Wettin (mort en 1190), dit le Gras, comte de Groitzsch et seigneur de Rochlitz, et de son épouse Matilde (morte en 1189), elle-même fille de Gossuin II, seigneur de Heinsberg en Westphalie. En 1185, son père est nommé margrave de Lusace par l'empereur Frédéric Barberousse. Un des frères d'Agnès, Conrad II, a reçu la marche de Lusace après la mort de leur père en 1190.
Elle épouse Berthold IV (mort en 1204), fils aîné du comte Berthold III d'Andechs et d'Edwige, fille d'Othon II de Wittelsbach, vers 1170. À cette époque, les comtes d'Andechs en Bavière, vassaux de la maison impériale de Hohenstaufen, comptent parmi les familles les plus puissantes du Saint-Empire romain. Vers 1173, Berthold III reçoit les marches d'Istrie et de Carniole en fief des mains de Frédéric Barberousse ; à la suite de la chute de Henri le Lion en 1180, il est nommé prince du Saint-Empire portant le titre de « duc de Méranie ». Son fils Berthold IV participera à la campagne du roi Henri VI en Italie en 1186 et également à la troisième croisade. Après le décès de Henri en 1197, il soutiendra les prétentions au pouvoir de Philippe de Souabe.
Agnès et Berthold IV ont neuf enfants, dont trois reines :
- Othon VII, duc de Méranie et comte palatin de Bourgogne, mort en 1234, marié en premières noces en 1208[2] avec Béatrice (ou Béatrix) II de Hohenstaufen, comtesse de Bourgogne (morte en 1231), fille de Othon II de Hohenstaufen, comte de Bourgogne, puis en secondes noces avec Sophie d'Anhalt (morte en 1272), fille de Henri Ier, prince d'Anhalt ;
- Berchtold de Méran, archevêque de Kalocsa et patriarche d'Aquilée, mort en 1251 ;
- Egbert, évêque de Bamberg, mort en 1237 ;
- Henri IV, margrave d'Istrie et de Carniole, mort en 1228, marié à Sophie (morte en 1256), fille d'Albert, comte de Weichselburg ;
- Sainte Edwige, morte en 1243, mariée à Henri Ier le Barbu, duc de Silésie et princeps de Pologne, mort en 1238 (cf : maison Piast) ;
- Gertrude (morte en 1213), mariée au roi André II de Hongrie[2]  (cf : dynastie Árpád) ;
- Agnès (morte en 1201), reine de France par mariage (1196) avec le roi Philippe II de France[2] (cf : Capétiens directs) ;
- Mechtilde, abbesse de Kitzingen, morte en 1254[3] ;
- Une fille qui épouse vers 1190 Toljen Vukanović, fils du grand-prince Miroslav de Hum.

La duchesse Agnès est enterrée à l'abbaye de Diessen.